# Эксетер (Нью-Гэмпшир)
Эксетер (англ. Exeter) — город в округе Рокингхем, штат Нью-Гэмпшир.

## История
До европейской колонизации этот район был заселен пеннакуками и абенаками. Первоначально это место называлось на абенаки «М'Скуамскук» (англ. M’Squamskook), что означает «Водопады у лосося» (англ. Falls at the Place of the Salmon), позднее став известным как «Сквамскотт».
Известно, что водопады в Брентвуде были излюбленным местом рыбной ловли для местных жителей. 
3 апреля 1638 года Джон Уилрайт (англ. John Wheelwright), священнослужитель, изгнанный из Колонии Массачусетского залива пуританами после поражения в антиномистском споре, приобрел землю у сахема Вехановита. Уилрайт взял с собой около 175 человек, чтобы основать город, названный им в честь Эксетера в Девоне, Англия. Вскоре он был вынужден покинуть город, чье местное самоуправление было связано с Массачусетсом, пока Нью-Гэмпшир не стал отдельной колонией в 1679 году, а округа не были образованы в 1769 году.
Один из четырех первоначальных поселений в провинции, Эксетер включал Ньюмаркет, Ньюфилдс, Брентвуд, Эппинг и Фремонт.

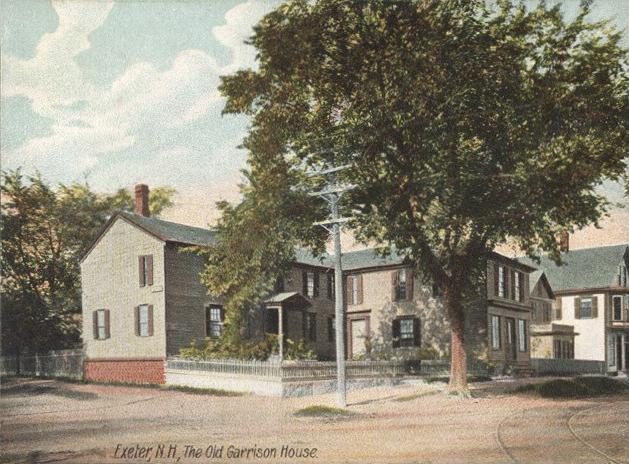
Дом семьи Гилман, 1709

Некоторые первые поселенцы прибыли из Хингема, штат Массачусетс, в том числе семьи Гилман, Фолсом и Ливитт В 1647 году Эдвард Гилман-младший основал первую лесопилку , а к 1651 году у Гилмана был 50-тонный корабль, который он использовал для ведения бизнеса по продаже пиломатериалов, досок и мачт. Гилман погиб в море в 1653 году, когда путешествовал в Англию, чтобы купить оборудование для своих заводов, позднее его семья стала влиятельной в городе. 
Последний набег индейцев на Эксетер был в августе 1723 года, а к 1725 году племена покинули этот район. В 1774 году мятежный провинциальный Конгресс начал собираться в Эксетерском городском доме после того, как колониальный губернатор штата Джон Уэнтворт запретил его посещение. В июле 1775 года Конгресс провинции постановил изъять региональные записи у королевских чиновников в Портсмуте и также доставить их в Эксетер, таким образом город стал столицей Нью-Гэмпшира, и оставался им в течение 14 лет. 
Эксетер был административным центром до 1997 года, когда его полномочия были переданы Брентвуду.